# Миклош Гор-Нађ
Миклош Гор-Нађ (мађ. Gór-Nagy Miklós; Будимпешта, Мађарска, 8. јануар 1983) је мађарски ватерполиста. Тренутно наступа за ВК Хонвед.